# 交叉數不等式
交叉數不等式是數學的圖論分支中的一条不等式，給出了一幅图画在平面上时交叉數的下界；这一结论又名交叉数引理。給定一幅圖，該下界可由其邊數和頂點數計算出。不等式斷言，若邊數{\displaystyle e}与頂點數{\displaystyle n}的比值大于某个常数，則交叉數不小于{\displaystyle e^{3}/n^{2}}乘以另一个固定的常数。
交叉數不等式在超大规模集成电路設計與組合幾何方面有應用。其由奧伊陶伊·米克洛什、瓦茨拉夫·赫瓦塔爾、蒙提·紐邦、塞邁雷迪·安德烈四人以及湯姆森·雷頓分別獨立發現。

## 敍述及歷史
交叉數不等式說明，若無向簡單圖{\displaystyle G}恰有{\displaystyle n}個頂點和{\displaystyle e}條邊，且{\displaystyle e>7n}，則交叉數{\displaystyle {\text{cr}}(G)}（即將{\displaystyle G}畫在平面上時，邊的交點數的最小可能值）滿足不等式
{\displaystyle \operatorname {cr} (G)\geq {\frac {e^{3}}{29n^{2}}}.}
式中的常數{\displaystyle 29}為截至2019年所知最優。此為伊爾·艾克曼（Eyal Ackerman）的結果。
先前常數較弱的結果，可見Pach & Tóth (1997)和Pach et al. (2006)。
条件中的常數{\displaystyle 7}也可以縮少至更佳的{\displaystyle 4}，但代價是{\displaystyle 29}要換成較差的{\displaystyle 64}。此版本的證明見後文。
注意式中交叉數{\displaystyle {\text{cr}}(G)}與兩兩交叉數{\displaystyle {\text{pair-cr}}(G)}不同。如Pach & Tóth (2000)指出，兩兩交叉數{\displaystyle {\text{pair-cr}}(G)}係指相交邊對的最小可能數，而交叉數{\displaystyle {\text{cr}}(G)}係指由任意兩邊所成交叉點的最小可能數，從而{\displaystyle {\text{pair-cr}}(G)\leq {\text{cr}}(G)}。（一些作者可能假定圖的畫法中不允許兩條邊交叉多於一次，因此需要作出區分。）

## 應用
雷頓研究交叉數，是為了理論計算機科學中，超大型積體電路設計方面的應用。
此後，Székely (1997)發現此不等式在關聯幾何方面有應用，能夠簡短地證明一些重要定理，例如塞邁雷迪－特羅特定理，其在已知平面上的點數和直線數時，給出關聯數（即點線對{\displaystyle (p,\ell )}的數目，其中{\displaystyle p\in \ell }）的上界。證明方法是，先構造一幅圖，其頂點即為平面上的點，而邊則為同一直線上相鄰兩個關聯點之間的線段。倘若關聯數大於塞邁雷迪－特羅特的上界，則利用交叉數不等式可證，該圖的交叉數必多於直線的二元組數，但此為不可能（因為兩條直線只能交於獨一點）。此不等式同樣適用於證明貝克定理，即若平面上{\displaystyle n}個點中，不存在線性多（即{\displaystyle n/C}）個點共線，則其兩兩連線產生平方多（即{\displaystyle n^{2}/K}）條不重合的直線，其中{\displaystyle C}和{\displaystyle K}為正常數。
塔馬爾·戴伊類似地證明了幾何k-集數的上界。

## 證明

### 引理
先利用歐拉公式證明以下初步估計：若圖G恰有n個頂點和e條邊，則
{\displaystyle \operatorname {cr} (G)\geq e-3n.}
考慮{\displaystyle G}的一個僅得{\displaystyle {\text{cr}}(G)}個交叉的畫法。可以在每個交叉刪走其中一條邊，從而消除所有交叉。於是，剩下的邊組成一幅平面圖（因為不再有交叉），其邊數至少為{\displaystyle e-{\text{cr}}(G)}，頂點數則仍舊為{\displaystyle n}。根據平面圖的歐拉公式，{\displaystyle e-{\text{cr}}(G)\leq 3n}，所以上述估計成立。（更準確來說，對於{\displaystyle n\geq 3}，有{\displaystyle e-{\text{cr}}(G)\leq 3n-6}。）

### 交叉數不等式
有了上述引理，就可以利用概率方法證明原來的交叉數不等式。設{\displaystyle p\ (0<p<1)}為待定的概率參數，依如下步骤構造{\displaystyle G}的隨機子图{\displaystyle H}：1. 以概率{\displaystyle p}独立随机选取{\displaystyle G}的各个顶点；2. 若{\displaystyle G}中一条边的两个顶点皆被选中，则在子图中构造连接这两个顶点的边。分別以{\displaystyle e_{H}}、{\displaystyle n_{H}}和{\displaystyle {\text{cr}}_{H}}表示{\displaystyle H}的邊數、頂點數和交叉數。由於{\displaystyle H}是{\displaystyle G}的子圖，{\displaystyle G}的畫法已含有{\displaystyle H}的畫法。由引理，得
{\displaystyle \operatorname {cr} _{H}\geq e_{H}-3n_{H}.}
取期望值，可知
{\displaystyle \mathbb {E} [\operatorname {cr} _{H}]\geq \mathbb {E} [e_{H}]-3\mathbb {E} [n_{H}].}
由於{\displaystyle G}中每個頂點选入{\displaystyle H}中的概率為{\displaystyle p}，有{\displaystyle \mathbb {E} [n_{H}]=pn}。類似知{\displaystyle G}中每條邊入选{\displaystyle H}的概率為{\displaystyle p^{2}}（因為其兩端皆要入选{\displaystyle H}），所以{\displaystyle \mathbb {E} [e_{H}]=p^{2}e}。最後，在{\displaystyle G}的畫法中，每個交叉有{\displaystyle p^{4}}的概率落入{\displaystyle H}，因為每個交叉牽涉四個頂點。（若從同一個頂點出發畫出兩條邊有交叉，則不妨將兩條邊第一次相交以後的部分對調，從而令交叉的數目變少。由於所考慮的畫法僅得{\displaystyle {\text{cr}}(G)}個交叉，無法再減少交叉，所以每個交叉必由兩條無公共端點的邊組成。）因此，{\displaystyle \mathbb {E} [cr_{H}]=p^{4}{\text{cr}}(G)}，於是上式可寫成
{\displaystyle p^{4}\operatorname {cr} (G)\geq p^{2}e-3pn.}
現在取{\displaystyle p=4n/e<1}（已設{\displaystyle e>4n}），移項化簡得不等式
{\displaystyle \operatorname {cr} (G)\geq {\frac {e^{3}}{64n^{2}}}.}
以上論證對於{\displaystyle e>7.5n}的情況可以將常數由{\displaystyle 64}改進到{\displaystyle 33.75}。

## 推廣
若圖的圍長大於{\displaystyle 2r}且{\displaystyle e\geq 4n}，Pach, Spencer & Tóth (2000)將不等式改進成
{\displaystyle \operatorname {cr} (G)\geq c_{r}{\frac {e^{r+2}}{n^{r+1}}}.}
卡里姆·阿迪普拉西托將不等式推廣到高維情況： 若{\displaystyle \Delta }為單體複形，且其{\displaystyle d}維面數為{\displaystyle f_{d}(\Delta )}，{\displaystyle (d-1)}維面數為{\displaystyle f_{d-1}(\Delta )}，滿足{\displaystyle f_{d}(\Delta )>(d+3)f_{d-1}(\Delta )}，則當{\displaystyle \Delta }映射到{\displaystyle \mathbf {R} ^{2d}}（將圖畫在平面上的高維類比）時，相交的{\displaystyle d}維面對的數目至少為
{\displaystyle {\frac {f_{d}^{d+2}(\Delta )}{(d+3)^{d+2}f_{d-1}^{d+1}(\Delta )}}.}